# I Miss You (Blink-182)
I Miss You is een nummer van de Amerikaanse poppunkband Blink-182 uit 2004. Het is de tweede single van hun titelloze vijfde studioalbum.
Het nummer is een ballad, die gaat over een jongen die verliefd is op een meisje, maar diep van binnen ook weet dat het betreffende meisje hem allang niet meer ziet staan. Dit doet de jongen enorm veel pijn. "I Miss You" haalde een bescheiden 42e positie in de Amerikaanse Billboard Hot 100. In het Nederlandse taalgebied wist het nummer geen hitlijsten te behalen.